# Marcia Carolus Rex
Marcia Carolus Rex (direkt översatt: Marschen kung Karl, officiellt: Karl XII:s marsch) är en svensk militärmarsch, uppkallad efter kung Karl XII. Den utgavs av den svenske tonsättaren Wilhelm Harteveld (1859–1927), då bosatt i Ryssland. Han påstod sig ha hittat noterna i stadsarkivet i Poltava, något som även påvisades på 1970-talet då Lars Hulténs forskarteam fann att kompositionen till stor del var hämtad från en rysk marsch, kallad "Moskvas lantvärns marsch".
Marschen förekommer ofta som ett av huvudnumren på svenska militärmusikkårers program.

## Kuriosa
- Delar av stycket används som signaturmelodi till TV-programmet Parlamentet i TV4.
- 1968 gjorde Hansson & Karlsson en egen version av marschen för albumet Rex.